# Purpurocardia reinga
Purpurocardia reinga är en musselart som först beskrevs av Powell 1933.  Purpurocardia reinga ingår i släktet Purpurocardia och familjen Carditidae. Inga underarter finns listade i Catalogue of Life.